# Alphonse De Winter
Alphonse ou Alfons Fons De Winter  est un footballeur international belge, né le 12 septembre 1908 à Anvers et mort le 7 juillet 1997.
Il a été milieu de terrain au Beerschot VAC. Il remporte deux fois le Championnat de Belgique en 1938 et 1939.
Il joue 19 matches en équipe de Belgique dont le huitième de finale de la Coupe du monde 1938, contre la France, au Stade de Colombes (défaite, 3-1).

## Palmarès
- International de 1935 à 1938 (19 sélections)
- Participation à la Coupe du monde 1938 (joue 1 match)
- Champion de Belgique en 1938 et 1939 avec le Beerschot VAC
- Vice-Champion de Belgique en 1937 avec le Beerschot VAC